# L’Ermitage (Zeitschrift)
L’Ermitage [dt.: Einsiedelei], revue mensuelle de littérature war der Titel einer französischen Literaturzeitschrift, die von dem Journalisten und Dramatiker Henri Mazel begründet wurde. Sie erschien im monatlichen Turnus von 1890 bis 1906 in Paris. Zu ihren Autoren zählten Aubrey Beardsley, Paul Claudel, Alphonse Daudet, Henri de Toulouse-Lautrec, William Butler Yeats und Emile Zola.